# Diplectrona medialis
Diplectrona medialis là một loài Trichoptera trong họ Hydropsychidae. Chúng phân bố ở vùng nhiệt đới châu Phi.